# Vintage Vegas
Vintage Vegas ist eine deutsche Swingband aus Köln. Die Band setzt sich aus den Popsängern Inan Lima, Tom Marks und Giovanni Zarrella zusammen.

## Geschichte
Vintage Vegas ist eine Swingband, die bisher ein Studioalbum und fünf Singles veröffentlichte. Gegründet wurde das Projekt in Köln im Jahr 2013, aus den ehemaligen Popstars-Teilnehmern Inan Lima, Tom Marks und Giovanni Zarrella. Die Idee selbst stammt von Zarrella, der die Initiative hierzu ergriff. Lima und Zarrella waren Teil der zweiten Popstars-Staffel im Jahr 2001, während es Lima ins Finale unter die letzten zehn Kandidaten schaffte, schaffte es Zarrella in die daraus entstandene Band Bro’Sis. Musikalisch besteht das Repertoire aus einem Mix der Genres Pop und Swing beziehungsweise interpretiert die Band Popsongs im Swing-Gewand. Die Band selbst bezeichnet ihren Interpretations-Stil als „Swop“.
Das Debütalbum Let’s Swop erschien am 14. November 2014. Aus dem Album erschienen die Singleauskopplungen Only Man in the World und Here I Am. Gleich nach Veröffentlichung des Debütalbums ging Vintage Vegas mit der Holiday-on-Ice-Show Passion auf Tour. Von Dezember 2015 bis März 2016 waren sie erneut in der Musical-Show zu sehen. Nachdem englischsprachigen Debütalbum veröffentlichte die Band mit Der beste Mann eine deutschsprachige Single im Jahr 2016. Zu Weihnachten erschien im gleichen Jahr die Single I Belive in Christmas. Die bislang letzte Veröffentlichung erschien am 10. März 2017 mit der Singleveröffentlichung Bunt. Kurz nach der Veröffentlichung von Bunt ging die Band auf Tour. Die Bunt Tour startete am 15. März 2017 im Hamburger Stage Club und endete im Hilton in Köln am 26. März 2017. Die Tour führte die Band durch sieben deutsche Städte.

## Diskografie
| Jahr | Titel Musiklabel                          | Anmerkungen                             |
| ---- | ----------------------------------------- | --------------------------------------- |
| 2014 | Let’s Swop Vintage Vegas Records (Indigo) | Erstveröffentlichung: 14. November 2014 |

| Jahr | Titel Album                      | Anmerkungen                             |
| ---- | -------------------------------- | --------------------------------------- |
| 2014 | Only Man in the World Let’s Swop | Erstveröffentlichung: 14. November 2014 |
| 2015 | Here I Am Let’s Swop             | Erstveröffentlichung: 9. März 2015      |
| 2016 | Der beste Mann –                 | Erstveröffentlichung: 20. Mai 2016      |
| 2016 | I Belive in Christmas –          | Erstveröffentlichung: 18. November 2016 |
| 2017 | Bunt –                           | Erstveröffentlichung: 10. März 2017     |